# Carminodoris boucheti
Carminodoris boucheti is een slakkensoort uit de familie van de Discodorididae. De wetenschappelijke naam van de soort is voor het eerst geldig gepubliceerd in 1979 door Ortea.